# Monumente de război sovietice în România
Monumentele de război sovietice în România comemorează rolul Uniunii Sovietice în cel de-al doilea război mondial.
După război, sute de astfel de monumente au fost construite și inscripționate, în onoarea „eroilor sovietici” care „au liberat” România de sub „jugul fascist”. Acestea sunt protejate de o lege din 2003 care garantează integritatea mormintelor și monumentelor de război.

## Listă
| Localitate        | Imagine |
| ----------------- | ------- |
| Adjud             |         |
| Alba Iulia        |         |
| Buzău             |         |
| Câmpulung         |         |
| Constanța         |         |
| Fălticeni         |         |
| Focșani           |         |
| Medgidia          |         |
| Miercurea Ciuc    |         |
| Pașcani           |         |
| Roman             |         |
| Sighetu Marmației |         |
| Suceava           |         |
| Timișoara         |         |
| Vlădeni, Brașov   |         |